# Halecia viridipes
Halecia viridipes es una especie de escarabajo del género Halecia, familia Buprestidae. Fue descrita científicamente por Lucasen 1857.